# Laur Gheorghievici Kornilov
Laur Gheorgievici Kornilov (rusă Лавр Георгиевич Корнилов; n. 18/30 august 1870, Oskemen, Imperiul Rus – d. 13 aprilie 1918, Ekaterinodar, Republica Populară Kuban⁠(d)) a fost un general de armată rus care a ajuns cunoscut datorită așa-numitei Afaceri Kornilov, o tentativă eșuată de lovitură de stat îndreptată împotriva guvernului provizoriu al lui Kerenski în timpul Revoluției Ruse din 1917. Kornilov era descris de unii dintre contemporanii săi ca o persoană cu „o inimă de leu și un creier de oaie”.
Kornilov s-a născut într-o familie de cazaci din Kazahstan și a fost ofițer de carieră în armata imperială rusă.
A fost atașat militar în China în perioada 1907-1911. La începutul primului război mondial a comandat o divizie de infanterie, dar a fost capturat de austrieci în aprilie 1915. A evadat în iulie 1915 și a primit comanda Districtului Militar Petrograd în 1917, iar în iulie 1917 a devenit Comandantul suprem al forțelor armate ale Guvernului provizoriu.
După lovitura de stat eșuată în septembrie 1917, Kornilov a fost plasat sub arest la domiciliu. Bolșevicii au pus mâna pe putere la scurtă vreme după aceea. Kornilov a reușit o nouă evadare, s-a strecurat până în regiunea râului Don, unde l-a ajutat pe generalul Mihail Alexeev în Novocerkask, la formarea unităților contrarevoluționare Armata Voluntarilor. A fost ucis în timpul luptelor cu Armata Roșie din capitala Kubanului, Ekaterinodar, în aprilie 1918, când un obuz a căzut peste cartierul său general.